# サシャ・リーター
サシャ・リーター（Sascha Riether, 1983年3月23日 - ）は、西ドイツ・バーデン＝ヴュルテンベルク州ラール出身の元サッカー選手。現役時代のポジションはディフェンダー、ミッドフィールダー。

## プレースタイル
主なポジションは右サイドバックだが、若き日は両サイドハーフとしてプレーしていた。2009-10シーズンはセンターバックとしてプレーし、ユーティリティープレーヤーとして歴代の監督に重宝されている。また、守備的ミッドフィールダーとしての起用も可能である。

## 経歴
SCフライブルクの下部組織出身で、2007年7月1日にVfLヴォルフスブルクに移籍。2010年8月11日、デンマークとの親善試合でA代表デビューを飾った。ヴォルフスブルクでは右サイドバックのレギュラーとしてプレーしたものの、2011年7月8日にフライブルク時代の恩師フォルカー・フィンケSDに誘われて1.FCケルンに移籍した。
ケルンでは主にボランチとしてプレーしていたが、チームは低迷し2部降格が決定。それにともない2012年7月6日にイングランドのフラムFCへ期限付き移籍。
2015年7月、シャルケ04と1年契約で完全移籍。2017年5月、契約満了で退団することを発表。その後もシャルケ04の練習に参加、10月6日に2017-18シーズン終了までの期間で再契約した。シーズン最終戦のVfBシュトゥットガルト戦にのみ出場し、これを最後に現役を引退した。

## タイトル
VfLヴォルフスブルク
- ブンデスリーガ : 2008-09